# 西田香代子
西田 香代子（にしだ かよこ、1948年〈昭和23年〉 - ）は、日本の刺繡作家。結婚をきっかけにアイヌ文化と出逢ったことで、アイヌのフチ（高齢女性）たちからアイヌ文様や刺繍を学び、北海道釧路市で夫の店を手伝う一方で、アイヌ刺繡の制作や保存に努め、アイヌ文化の普及と振興に貢献している。

## 経歴
北海道端野町（現・北見市）で誕生する。就職で阿寒に移住し、阿寒で民芸店の息子と結婚、阿寒のコタン（アイヌの集落）へ移住する。
義母の養母がアイヌであり、23歳のときに義母からの依頼で刺繡を始め、マタンプシ（鉢巻き）を縫う。その後、小鳥サワや、アイヌコタンの近所に住むフチたちからも、アイヌ文様の刺繡や着物の縫い方を本格的に刺繡を学び、アイヌ文化研究者の藤村久和からアイヌの知識や刺繡のデザインを学び、刺繡作家としての活動を開始する。
2001年（平成13年）、北海道アイヌ協会より、優秀工芸師の認定を受ける。また、北海道開拓記念館に保管されていた古いアイヌ民族の着物を3年がかりで複製し、釧路市阿寒町のアイヌ文化伝承創造館で展示されるなど、昔の製法での着物の復元により、アイヌ文化保護活動にも注力する。北海道外の各地でも、アイヌ刺繡の指導などで、アイヌ文化の振興に努める。これらの功績で2002年（令和2年）度の文化庁長官表彰を、釧路管内で唯一受賞する。
2020年代以降も、北海道のアイスホッケーチームであるひがし北海道クレインズのユニホームデザインに協力するなど、刺繡作家としての活動を続けつつ、後進の育成にも努めている。刺繡の制作においては「デザインするときにはストーリーを思い浮かべる」と語っており、その作品は「驚くほど繊細」「見る人の心を捉える」と評価されている。
著書に『西田香代子のテケカラペ』(ISBN 978-4-905756-39-2)がある。

## 受賞・表彰歴
- 1996年 - 北海道アイヌ伝統工芸展 奨励賞[9]
- 1997年 - 北海道アイヌ伝統工芸展 北海道議会議長賞[9]
- 1998年 - 北海道アイヌ伝統工芸展 北海道知事賞[6]
- 1999年 - 北海道アイヌ伝統工芸展 審査員特別賞[6]
- 2001年 - 北海道アイヌ伝統工芸展 優秀賞（かでる賞）[6]
- 2020年 - 文化庁長官表彰[2][3]